# Hemignathus affinis
El nukupuu de Maui (Hemignathus affinis) es una especie de ave paseriforme de la familia Fringillidae endémica de la isla de Maui en el archipiélago de Hawái.

## Descripción

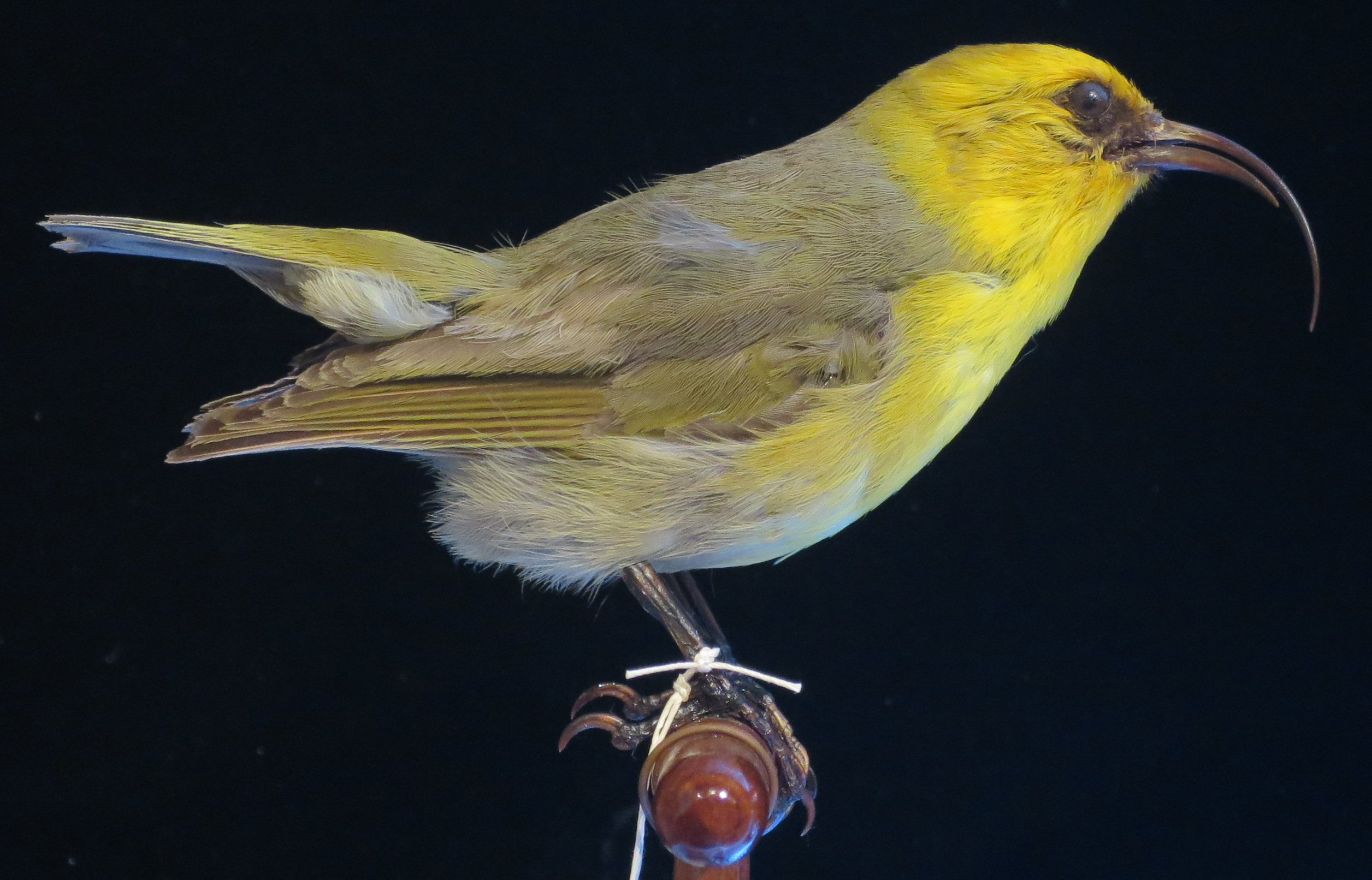
Ejemplar macho disecado en el Museo Bishop de Honolulu.

Mide unos 14 cm de longitud y pesa 23 gramos. Los machos son de color verde en la parte posterior y la cabeza, y amarillo en la cara, el cuello, el vientre y la parte inferior. Las hembras tienen el plumaje completamente de color verde oliva y son más opacas que sus contrapartes masculinas. Los juveniles son gris y verde. Tienen un pico asimétrico inconfundible, con la parte superior delgada y curvada hacia abajo aproximadamente dos veces más larga que la inferior, que es recta y más robusta, y en general mide hasta un tercio de la longitud total del animal.

## Conservación
Era un ave relativamente común hasta finales del siglo xix en gran parte de las zonas montañosas de la isla de Maui, pero su número disminuyó drásticamente a principios del siglo xx debido a la destrucción de su hábitat combinados con la introducción de especies exóticas y propagación de enfermedades aviares a las cuales no eran inmunes. La especie fue considerada extinta de 1963 hasta 1980 cuando fue redescubierta en un valle al sureste de la isla. La población redescubierta, estimada en una treintena de individuos, disminuyó constantemente, tanto que el último avistamiento considerado confiable, de un macho, data de 1994, haciendo suponer la extinción definitiva de la especie.